# Charles Cambier
Charles Joseph Cambier (ur. 5 stycznia 1888 w Brugii  – zm. 16 października 1955) – belgijski piłkarz grający na pozycji pomocnika. Był reprezentantem Belgii.

## Kariera klubowa
Przez całą swoją piłkarską karierę Cambier był związany z klubem FC Brugeois, w którym w sezonie 1903/1904 zadebiutował w pierwszej lidze belgijskiej. W sezonie 1919/1920 wywalczył z nim mistrzostwo Belgii. Z kolei w sezonach 1905/1906, 1909/1910 i 1910/1911 został wicemistrzem Belgii. W 1925 roku zakończył karierę.

## Kariera reprezentacyjna
W reprezentacji Belgii Cambier zadebiutował 1 maja 1904 roku w zremisowanym 3:3 towarzyskim meczu z Francją, rozegranym w Uccle. Od 1904 do 1914 roku rozegrał 23 mecze i strzelił 3 gole w kadrze narodowej.